# Спецподразделения Народной вооружённой полиции Китая
Спецподразделения Народной вооружённой полиции Китая (кит. 中国人民武装警察部队特种警察大队), также известные как спецназ (кит. 特警队) — специальные подразделения полиции КНР, существующие в каждой провинции и каждом уезде КНР, предназначенные для поддержания порядка, а также борьбы против преступности и террористов.

## История
В 1980-е годы в КНР в связи с участившимися по миру случаями угонов самолётов террористами возникла необходимость создать вооружённую тактическую группу быстрого реагирования, чтобы предотвращать подобные ЧП в стране и в мире. Народно-освободительная армия Китая одобрила эту инициативу, и 22 июля 1982 года была создана Специальная милицейская противоугонная группа (кит. 反劫机特种警察部队) — официально известная как 722-й отряд общественной безопасности (кит. 公安部警字722部队), а 28 июля они торжественно приступили к исполнению своих обязанностей в Пекине.
С 1983 года этот отряд подчинялся руководству Народной вооружённой полиции и был переименован соответствующим образом, став называться Спецподразделением Народной вооружённой полиции Китая (кит. 中国人民武装警察部队特种警察大队), приняв на себя обязанности по борьбе против преступности и бунтовщиков. Согласно положениям об общественной безопасности и деятельности МВД, в 1985 году отряд был преобразован в Школу спецподразделений Народной вооружённой полиции Китая (кит. 中国人民武装警察部队特种警察学校) и занялся подготовкой оперативников будущих поколений.
В 2002 году Центральный военный совет КНР одобрил официальное учреждение курсов спецподразделений полиции в Училище спецподразделений Народной вооружённой полиции Китая. В настоящее время спецподразделения действуют в 36 провинциях КНР.

## Организация
Самое первое спецподразделение появилось в Пекине, однако в связи с разгулом вооружённой преступности необходимость в действии подобных спецподразделений появилась во всех провинциях и городах. Все подразделения подчиняются центральному правительству КНР и обеспечивают соблюдение законов КНР во всей стране, однако одно подразделение может реагировать только на те инциденты, которые произошли в зоне его ответственности (т.е. в провинции, в которой оно действует.
В настоящее время подобные спецподразделения есть не только в крупных городах, но и в небольших городах. Их названия и аббревиатуры варьируются в зависимости от того, на каком уровне действуют отряды — национальном, провинциальном или уезде. Нередко подобные отряды в зарубежных источниках СМИ и специализированной литературе называются отрядами SWAT КНР в связи со схожестью функций, чтобы читатели не путали их с армией.

## Обучение
Отбор бойцов спецназа Народной вооружённой полиции проводится раз в год и является достаточно строгим — попасть туда могут только лучшие служащие Народной вооружённой полиции Китая. Обучение включает в себя трёхмесячный предварительный отбор, где кандидаты выполняют физические и интеллектуальные задания, и на этом этапе некоторые отсеиваются. Далее следует трёхгодичное обучение по одной из двух специальностей: «Разведка боем» или «Специальные операции». Те, кто пройдут этот курс, назначаются младшими лейтенантами в спецподразделение провинции или уезда. Только лучшие из тех, кто окончит курсы, могут нести службу и дальше.

## Снаряжение

### Оружие
В связи с разнообразными ролями (тактическая группа по борьбе против вооружённых преступников, антитеррористический отряд, подразделение по борьбе против беспорядков) на вооружении у этих спецподразделений есть разные образцы. В зависимости от провинции арсенал варьируется, однако они могут обратиться за помощью к любой из групп быстрого реагирования или к гарнизону НОАК. Как правило, основу составляют пистолеты Тип 92, автоматы Тип 95 и гладкоствольные ружья Norinco HP9-1.

### Форма
Стандартная форма специальных подразделений полиции не отличается от формы Народной вооружённой полиции Китая (оливкового цвета), однако в их распоряжении также разнообразные камуфляжи и тактические униформы. Нашивка находится на левом рукаве формы, над левым нагрудным карманом на камуфляже и тактической униформе изображена надпись «SPECIAL POLICE GRP». В некоторых случаях нашивка спецподразделения наносится на правый рукав, а на левом рукаве — нашивка полиции провинции или уезда.